# Jagdhaus Kissel

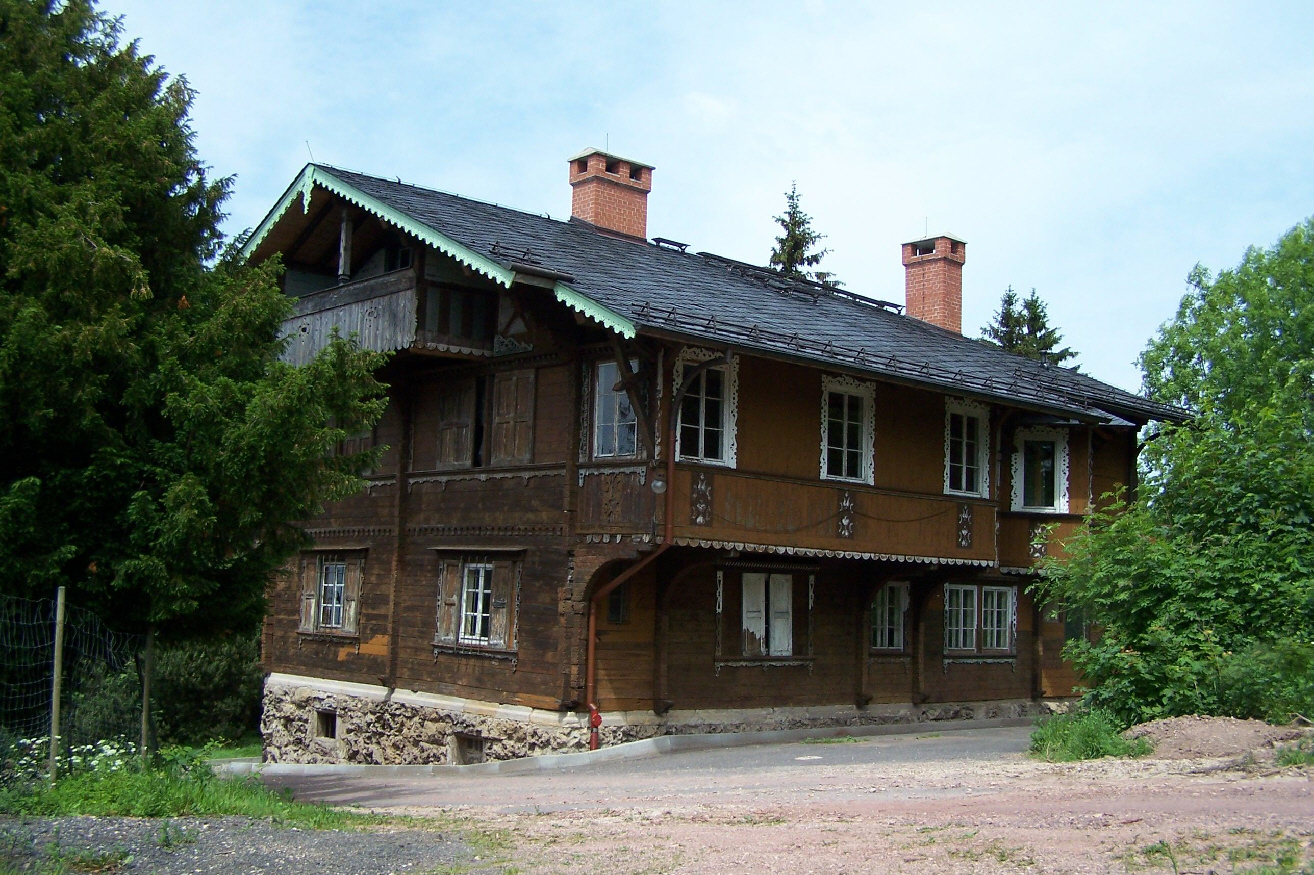
Jagdhaus Kissel (2009)

Das Jagdhaus Kissel ist ein bekanntes Wander- und Ausflugsziel in der Umgebung von Ruhla und Bad Liebenstein.

## Lage
Das Bauwerk befindet sich in einer Höhe von 540 m ü. NN am Südwesthang des Kissel, etwa 3 Kilometer nordöstlich der Ortslage von Waldfisch und 4 km (Luftlinie) nordwestlich von Schloss Altenstein. Von der Landesstraße 1126 zweigt kurz vor Schweina der ausgeschilderte, asphaltierte Zufahrtsweg ab, er führt nach etwa 4 km zum ehemaligen Hotel (heute Gaststätte) Forsthaus Kissel. Das Jagdhaus ist auch über den Pummplälz-Wanderweg zu erreichen.

## Geschichte
Der auch als Theaterherzog bekannt gewordene Herzog Georg II. von Meiningen war auch ein passionierter Jäger. In den Wäldern um Schloss Altenstein weilte er oft zu Jagdausflügen. Um 1868 ließ er sich im Waldfischer Forst, unterhalb des Kissel, ein festes Jagdhaus im rustikalen Blockhausstil als Schweizer Haus errichten.
Das Gebäude wurde nach 1871 bezugsfertig und wurde vom Herzog bis zur Fertigstellung des komfortableren Schloss Altenstein als Jagdhaus und private Rückzugsmöglichkeit ausgiebig genutzt. Mit der Geschichte des Jagdhauses sind der alte Deusing und Kisselvater Schröder aufs Engste verknüpft, beide Männer waren als Jagdgehilfen und Hausmeister für den Herzog und seine Gäste tätig und sorgten in der Folge für zahlreiche Anekdoten.
Zu den eifrigsten Jagdgästen und Besuchern gehörte Prinz Adalbert von Preußen, der Schwiegersohn des Herzogs.
Bereits um 1905 gründeten Wander- und Heimatfreunde die Kisselgemeinde und nutzten das Jagdhaus als Ausflugsziel und Stammlokal zu Festlichkeiten. Am 1. Januar 1919 wurde das Gebäude, wie auch der fürstliche Jagdbezirk zum Eigentum des Freistaates Sachsen-Meiningen und gelangte später an das Land Thüringen.
Zum Ende des Zweiten Weltkrieges nutzten Flüchtlinge das entlegene Haus als Notquartier. Das Haus war bereits 1919 ausgeräumt worden und später nur spartanisch möbliert worden. In den 1950er Jahren wurde der Kissel als Naherholungsgebiet und Ferienlager ausgebaut, das heutige Hotel entstand noch in den 1980er Jahren als Ferienobjekt des Staatlichen Forstwirtschaftsbetrieb Bad Salzungen.

## Bauliches
Das auf einem gemauerten Sockel erbaute zweigeschossige Holzhaus entsprach dem typischen Bild einer alpinen Jagdhütte und war auch an den Fassaden mit zahlreichen Jagdtrophäen geschmückt.
Der gegenwärtige Erhaltungszustand des denkmalgeschützten Gebäudes gilt als sehr bedenklich.